# Aleksander Słuczanowski

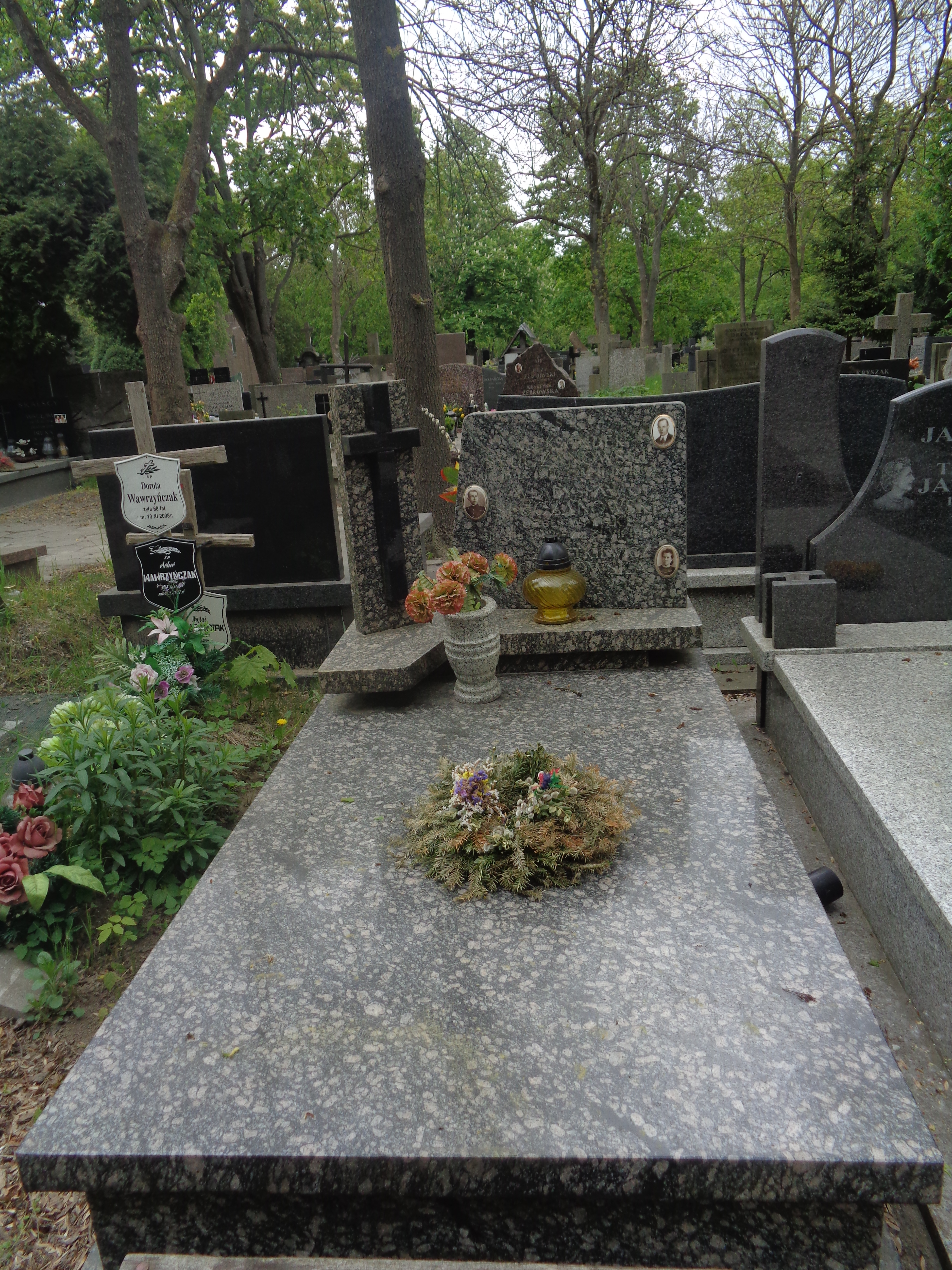
Grób Aleksandra Słuczanowskiego na cmentarzu Powązkowskim w Warszawie

Aleksander Słuczanowski (ur. 13 września 1900 w Stawropolu, zm. 11 września 1942) – polski hokeista, olimpijczyk.
Studiował w Szkole Głównej Gospodarstwa Wiejskiego. Od 1922 roku był związany z klubem AZS AWF Warszawa. Był jednym z pierwszych Polskich wyczynowych hokeistów.
W latach 1924–1931 zawodnik AZS Warszawa. Zdobywca trzech tytułów mistrza Polski w 1927, 1928, 1929.
Uczestnik pierwszego międzynarodowego meczu reprezentacji Polski w hokeju na lodzie (1924). Dwukrotny reprezentant Polski. Był członkiem drużyny hokejowej na Igrzyska Olimpijskie w St. Moritz w 1928. Akademicki mistrz świata z 1928. Wystąpił w zremisowanym 2:2 meczu ze Szwecją i przegranym 2:3 meczu z Czechosłowacją.
Pochowany na Starych Powązkach w Warszawie (kwatera 122-2-9).